# Amiri-ye Sofla
Amiri-ye Sofla ( en persa: اميري سفلي‎ , también romanizado como Amīrī-ye Soflá; también conocido como Amīrī-ye Pā'īn)  es una aldea ubicada en el distrito rural de Rig, en el distrito central del condado de Lordegan, provincia de Chaharmahal y Bakhtiari, Irán. En el censo de 2006, su población era de 480 habitantes, con 88 familias.